# Homem Irracional
Homem Irracional (título em Portugal e no Brasil, no original em inglês Irrational Man) é um filme estadunidense dirigido por Woody Allen e lançado em 2015.

## Sinopse
Em uma faculdade de uma pequena cidade, o professor de filosofia Abe Lucas (Joaquin Phoenix) encontra-se em uma crise existencial, mas descobre um novo propósito na vida quando começa a se relacionar com uma de suas alunas (Emma Stone).

## Elenco
- Joaquin Phoenix: Professor Abe Lucas
- Jamie Blackley: Roy
- Parker Posey: Rita
- Emma Stone: Jill Pollard

## Recepção pela crítica
Homem Irracional recebeu críticas variadas. O crítico João Carlos Correia, do site Observatório do Cinema, deu uma cotação quatro de cinco estrelas e disse que o filme "tem a habitual direção segura de Allen e toca em dilemas morais de nossa sociedade nos dias de hoje: neste mundo por muitas vezes insano, violento, ganancioso e mesquinho – principalmente levando-se em conta o atual cenário dominado por uma crise política e econômica e regida por uma doutrina neoliberal – estamos destinados à pequenez ou à grandeza? As ideias movem o homem ou o homem realiza as ideias? Temos o direito de decidir quem vive ou quem morre? (...) Mesmo que seja um trabalho médio ou menor em relação aos seus filmes anteriores, ainda assim é uma produção acima da média e, por ser justamente um filme atípico de Woody Allen (...) é que vale a pena assisti-lo.". Correia escolheu Homem Irracional como um dos melhores filmes de 2015.
Já o crítico Francisco Russo, do site AdoroCinema, deu uma cotação dois e meio de cinco estrelas e disse que "Não é que o filme seja ruim, mas há nele uma quantidade tão grande de ideias recauchutadas de filmes anteriores do próprio Allen que, para quem conhece sua filmografia, fica uma inevitável decepção. (...) Mas, apesar de todos os defeitos e repetições, ainda assim é um filme de Woody Allen – e isto, por si só, garante um mínimo de qualidade".

## Prêmios e indicações

### Indicações
Alliance of Women Film Journalists
- A mais notória diferença de idade entre o ator principal e seu interesse amoroso: Joaquin Phoenix e  Emma Stone (2016)

 Jupiter Award
- Melhor Atriz Internacional: Emma Stone (2016)